# یانکوویتسه (ناحیه اوهرسکه هرادیشتی)
یانکوویتسه (به چکی: Jankovice) یک منطقهٔ مسکونی در جمهوری چک است که در ناحیه اوهرسکه هرادیشتی واقع شده‌است. یانکوویتسه ۱۱٫۲۵ کیلومتر مربع مساحت و ۴۵۹ نفر جمعیت دارد و ۲۷۷ متر بالاتر از سطح دریا واقع شده‌است.